# Verde felce
A destra è mostrato il colore verde felce, che prende il colore da quello tipico delle felci. La Crayola ha ufficialmente inserito nel 1998 il colore "felce" fra le sue matite colorate, anche se in realtà il colore della Crayola è leggermente più chiaro di quello mostrato a destra.
Inoltre, il verde felce rappresenta la tonalità di verde utilizzata nel Tricolore italiano.